# Pierre Moreau (homme politique)
Pour les articles homonymes, voir Pierre Moreau et Moreau.
Pierre Moreau (né le 12 décembre 1957 à Verchères) est un avocat, enseignant et homme politique québécois. 
Il est député libéral à l'Assemblée nationale du Québec de Marguerite-D'Youville de 2003 et 2007, et de Châteauguay de 2008 à 2018.
En 2018, il est ministre de l'Énergie et des Ressources naturelles, ministre responsable du Plan Nord et ministre responsable de la région de la Gaspésie–Îles-de-la-Madeleine. Il est battu par la caquiste Marie Chantal Chassé lors des élections générales québécoises de 2018.
En février 2019, le cabinet d'avocats montréalais Bélanger Sauvé annonce la nomination de Pierre Moreau à titre d’associé directeur. Il avait pratiqué comme avocat à ce cabinet jusqu'en 2003, avant de se lancer en politique.
Entre septembre 2020 et juin 2022, il est panéliste à l'émission télé Mordus de politique sur les ondes d'ICI RDI. Il est remplacé dans ce rôle en août 2022 par son ancienne collègue de cabinet ministériel, Michelle Courchesne. Il est également collaborateur, pendant la période des fêtes 2020 à l'émission du matin Puisqu'il faut se lever à la radio du 98,5FM.
Depuis le 10 septembre 2024, il est sénateur de Les Laurentides (Québec).

## Biographie
Pierre Moreau obtient sa licence de droit à l'Université Laval en mai 1980. Il est membre du Barreau du Québec à partir de 1981. Il est avocat associé dans plusieurs cabinets montréalais et est également professeur en droit public et administratif à l’École de formation professionnelle du Barreau du Québec, de 1996 à 2003.
Élu député de la circonscription de Marguerite-D'Youville aux élections générales du 14 avril 2003, il devient adjoint parlementaire au ministre de la Justice et procureur général du Québec, adjoint parlementaire à la présidente du Conseil du trésor et ministre responsable de l’Administration gouvernementale et leader parlementaire adjoint du gouvernement.
En 2007 et 2008, il est directeur de cabinet du leader du gouvernement, puis directeur de cabinet du ministre de la Justice et du ministre de la Sécurité publique avant d’être élu de nouveau, cette fois dans la circonscription de Châteauguay, aux élections générales du 8 décembre 2008.
Moreau exerce alors la fonction de whip en chef du gouvernement jusqu’en 2011, année où il est nommé ministre responsable de la Réforme des institutions démocratiques et de l’Accès à l’information et ministre responsable des Affaires intergouvernementales canadiennes et de la Francophonie. Le 7 septembre 2011, il est assermenté comme ministre des Transports, poste qu’il occupe jusqu’à la fin du mandat du gouvernement libéral.
Réélu aux élections générales du 4 septembre 2012, il devient alors porte-parole de l’opposition officielle pour le Secrétariat aux Affaires intergouvernementales canadiennes, puis porte-parole de l’opposition officielle en matière d’institutions démocratiques, avant d’être nommé leader de l’opposition officielle, poste qu’il occupe jusqu’au déclenchement des élections.
Après sa réélection, en avril 2014, il devient ministre des Affaires municipales et de l’Occupation du territoire et ministre responsable de la Montérégie. En octobre 2015, il se voit également confier le poste de ministre de la Sécurité publique suppléant. Il devient ensuite ministre de l'Éducation en janvier 2016.
Pierre Moreau est nommé ministre délégué aux Finances, le 22 février 2016. Du 16 janvier au 11 octobre 2017, il occupe les fonctions de ministre responsable de l’Administration gouvernementale et de la Révision permanente des programmes ainsi que de président du Conseil du trésor. Le 11 octobre 2017, il est nommé ministre de l'Énergie et des Ressources naturelles, ministre responsable du Plan Nord et ministre responsable de la région de la Gaspésie–Îles-de-la-Madeleine.

### Sénateur
Le 10 septembre 2024, il est nommé au Sénat du Canada sous recommandation du premier ministre Justin Trudeau, comme sénateur de Les Laurentides, une division sénatoriale du Québec,.

## Résultats électoraux
|                                                                                               | Nom                       | Parti            | Nombre de voix | %      | Maj.  |
| --------------------------------------------------------------------------------------------- | ------------------------- | ---------------- | -------------- | ------ | ----- |
|                                                                                               | MarieChantal Chassé       | Coalition avenir | 12 259         | 37,1 % | 1 121 |
|                                                                                               | Pierre Moreau (sortant)   | Libéral          | 11 138         | 33,7 % | -     |
|                                                                                               | Sandrine Garcia-McDiarmid | Québec solidaire | 4 236          | 12,8 % | -     |
|                                                                                               | Jean-Philippe Thériault   | Parti québécois  | 4 055          | 12,3 % | -     |
|                                                                                               | Stephanie Stevenson       | Vert             | 624            | 1,9 %  | -     |
|                                                                                               | Jeff Benoit               | Conservateur     | 458            | 1,4 %  | -     |
|                                                                                               | Marie-Ève Masucci-Lauzon  | NPD Québec       | 310            | 0,9 %  | -     |
| Total                                                                                         | Total                     | Total            | 33 080         | 100 %  |       |
| Le taux de participation lors de l'élection était de 63,9 % et 539 bulletins ont été rejetés. |                           |                  |                |        |       |

|                                                                                               | Nom                     | Parti              | Nombre de voix | %      | Maj.  |
| --------------------------------------------------------------------------------------------- | ----------------------- | ------------------ | -------------- | ------ | ----- |
|                                                                                               | Pierre Moreau (sortant) | Libéral            | 17 876         | 49,6 % | 9 619 |
|                                                                                               | Laurent Pilon           | Parti québécois    | 8 257          | 22,9 % | -     |
|                                                                                               | Claudia Cloutier        | Coalition avenir   | 7 292          | 20,2 % | -     |
|                                                                                               | Xavier P.- Laberge      | Québec solidaire   | 2 059          | 5,7 %  | -     |
|                                                                                               | Vincent Masse           | Option nationale   | 199            | 0,6 %  | -     |
|                                                                                               | Claude Chalhoub         | Conservateur       | 174            | 0,5 %  | -     |
|                                                                                               | Linda Sullivan          | Marxiste-léniniste | 104            | 0,3 %  | -     |
|                                                                                               | François Mailly         | Union citoyenne    | 58             | 0,2 %  | -     |
| Total                                                                                         | Total                   | Total              | 36 019         | 100 %  |       |
| Le taux de participation lors de l'élection était de 72,6 % et 530 bulletins ont été rejetés. |                         |                    |                |        |       |

|                                                                                               | Nom                     | Parti            | Nombre de voix | %      | Maj.  |
| --------------------------------------------------------------------------------------------- | ----------------------- | ---------------- | -------------- | ------ | ----- |
|                                                                                               | Pierre Moreau (sortant) | Libéral          | 13 819         | 37,6 % | 2 220 |
|                                                                                               | Maryse Perreault        | Parti québécois  | 11 599         | 31,6 % | -     |
|                                                                                               | Denis Leftakis          | Coalition avenir | 8 734          | 23,8 % | -     |
|                                                                                               | Xavier P.-Laberge       | Québec solidaire | 1 220          | 3,3 %  | -     |
|                                                                                               | Denis Côté              | Vert             | 684            | 1,9 %  | -     |
|                                                                                               | Nicolas Dionne          | Option nationale | 396            | 1,1 %  | -     |
|                                                                                               | Jean-Paul Pellerin      | Conservateur     | 259            | 0,7 %  | -     |
| Total                                                                                         | Total                   | Total            | 36 711         | 100 %  |       |
| Le taux de participation lors de l'élection était de 75,4 % et 512 bulletins ont été rejetés. |                         |                  |                |        |       |

|                                                                                               | Nom                     | Parti                        | Nombre de voix | %      | Maj. |
| --------------------------------------------------------------------------------------------- | ----------------------- | ---------------------------- | -------------- | ------ | ---- |
|                                                                                               | Pierre Moreau (sortant) | Libéral                      | 13 637         | 41,5 % | 495  |
|                                                                                               | Michel Pinard           | Parti québécois              | 13 142         | 40 %   | -    |
|                                                                                               | Geneviève Tousignant    | Action démocratique          | 4 091          | 12,4 % | -    |
|                                                                                               | Johanne Côté            | Vert                         | 967            | 2,9 %  | -    |
|                                                                                               | Véronique Pronovost     | Québec solidaire             | 703            | 2,1 %  | -    |
|                                                                                               | Nicole Caron            | Parti indépendantiste (2008) | 213            | 0,6 %  | -    |
|                                                                                               | Hélène Héroux           | Marxiste-léniniste           | 114            | 0,3 %  | -    |
| Total                                                                                         | Total                   | Total                        | 32 867         | 100 %  |      |
| Le taux de participation lors de l'élection était de 58,3 % et 559 bulletins ont été rejetés. |                         |                              |                |        |      |